# Оаза у вогні
«Оазис у вогні» (азерб. «Od içində») — радянська військова історична кінодрама 1978 року, знята на кіностудії «Азербайджанфільм».

## Сюжет
У центрі сюжету фільму — справжні драматичні події 1919 року в Ленкорані і Мугані.

## У ролях
- Яшар Нурі — Аждар
- Віктор Косих — Андрій
- Гаджі Халілов — Тарігулу
- Семен Рзаєв — Томар-бек
- Микола Бармін — Арсен
- Іван Косих — Ясовул
- Амілет Ханізаде — Різван
- Борис Руднєв — Ульянцев
- Алла Панова — Тетяна
- Анатолій Фалькович — Ільяшевич
- Юрій Сорокін — Сухоруков
- Мухтар Манієв — Хошев
- Казім Наджафов — Талиб
- Дадаш Казімов — Гасим
- Мубаріз Аліханоглу — Хусейн
- Ялчін Рзазаде — Амір Томар
- Мамед Садигов — дервіш
- Фікрет Мамедов — офіцер
- Ханлар Мурадов — жандарм
- Надір Азмамедов — епізод
- Валерій Ковтун — епізод
- Аладдін Аббасов — Мірза
- Садих Хасанзаде — селянин
- Гумрах Рагімов — більшовик

## Знімальна група
- Автор сценарію: Ахмедага Муганли
- Режисер-постановник: Шаміль Махмудбеков
- Другий режисер: Тофік Мамедов
- Оператор-постановник: Тейюб Ахундов
- Другий оператор: Вагіф Мурадов
- Художник-постановник: Каміль Наджафзаде
- Художник-декторатор: Фікрет Алекперов
- Композитор: Емін Сабітоглу
- Оркестр: Симфонічний оркестр Всесоюзного комітету кінематографії
- Диригент: Володимир Васильєв
- Звукооператор: Агахусейн Керімов
- Оператор комбінованих зйомок: Раміз Бабаєв
- Художник комбінованих зйомок: Мірза Рафієв
- Консультант: Маджид Катибли
- Редактор: Іса Гусейнов
- Директор фільму: Алі Мамедов